# Euphrasia flava
Euphrasia flava là loài thực vật có hoa thuộc họ Cỏ chổi. Loài này được Poir. mô tả khoa học đầu tiên năm 1789.